# Канадці
Кана́дці, або канаді́йці (англ. Canadian, фр. Canadiens), — сучасне населення Канади. З юридичної точки зору, канадці — це всі громадяни країни, незалежно від їхнього етнічного коріння чи віри. Аборигени-індіанці та ескімоси нині становлять не більше 2 % жителів Канади, решта — нащадки колонізаторів та переселенців.
Після відкриття Америки (в кінці XV століття) в Канаду почалося масове переселення європейців. Першими колонізацію Канади почали французи, які рухались зі сходу і закріпилися вздовж річки Святого Лаврентія. Так виникла «нижня» або французька Канада (нині — провінція Квебек). Англійці виявилися активнішими. Вони рухалися з півдня, з боку Великих озер, і утворили «верхню» або англійську Канаду (нині — провінція Онтаріо). Згодом вся Канада була захоплена Англією.
Канада — країна іммігрантів. Вона має репутацію високорозвинутої та вільної від етнічних конфліктів країни, що робить її привабливою для переселенців. Нові канадці, як заведено називати новоприбулих іммігрантів, найчастіше розселяються в великих містах, що зумовлено ситуацією на ринку праці. Через деякий час майже всі переїздять у передмістя.
Якщо за переписом 2006 року в країні нараховувалося понад 31 мільйон жителів, то за оцінкою 2010 року їх вже майже 34 мільйони (33 968 200), і близько 39 мільйонів у 2025 році.

## Поширення і чисельність
Населення Канади
Рік та млн осіб
| Оцінка 2010  | 33,97 |
| Оцінка 2007  | 32,62 |
| Перепис 2006 | 31,61 |
| Оцінка 1971  | 21,8  |

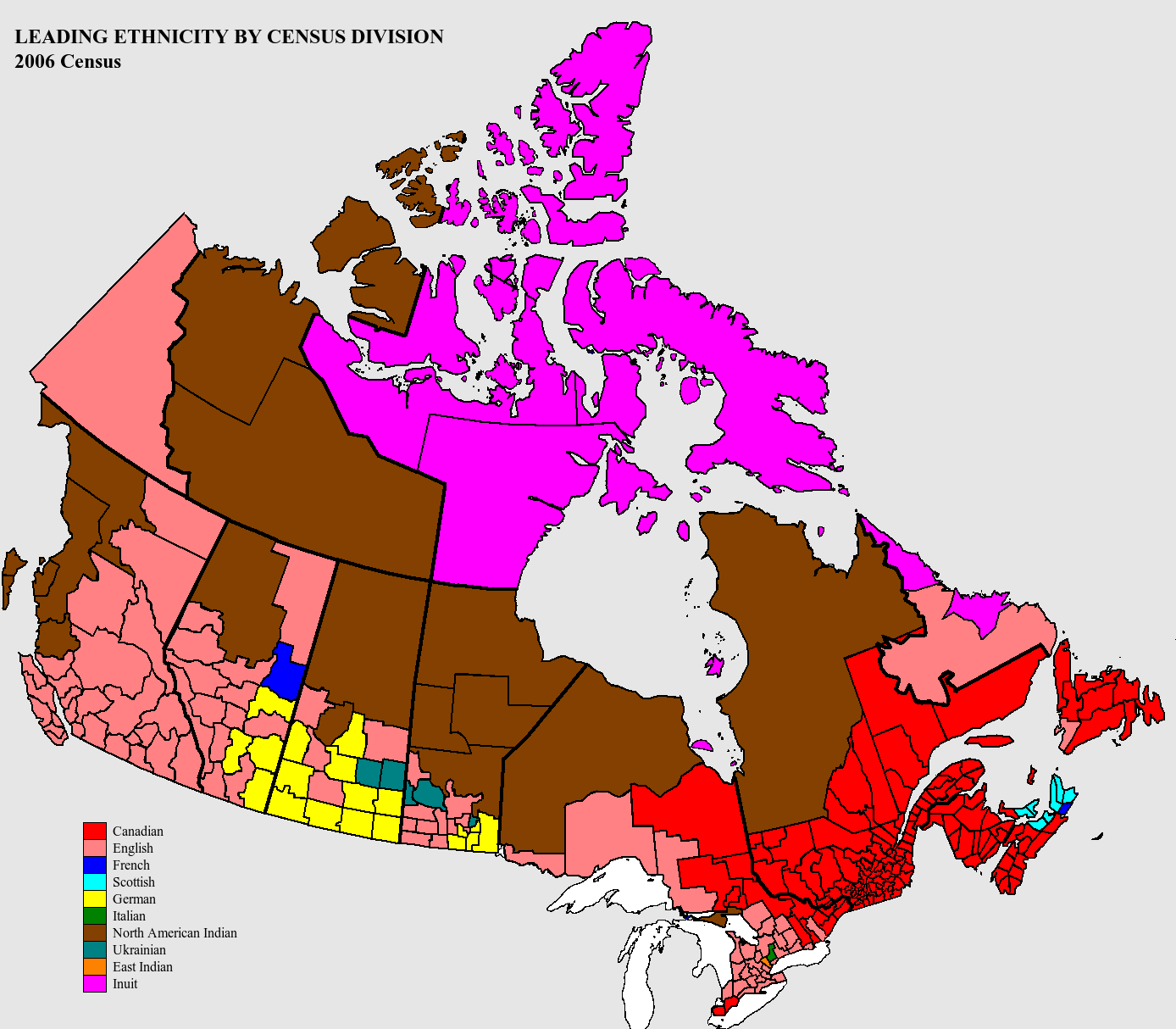
Етнічний розподіл в Канаді

Канада є однією з найменш заселених країн світу. Пересічна густота населення на кінець 90-х років XX століття не досягала і 3 осіб на 1 км². Обжита Канада — це відносно вузька смуга вздовж кордону з США. Але і вона не є одним цілим, а розривається на частини Аппалачськими горами, Канадським щитом і Кордильєрами. Провідну роль відіграють південні райони провінцій Онтаріо і Квебек. Звідси почалася колонізація. На кінець 90-х років там мешкало 2/3 населення країни і середня густота його перевищувала 150 осіб на 1 км². Двома другорядними ареалами скупчення населення є південь степових провінцій (Манітоба, Саскачеван і Альберта) та південний захід провінції Британська Колумбія.
Сучасне населення Канади складається з двох націй (франко-канадської та англо-канадської), кількох національних груп та індіансько-ескімоських національних меншин. На початку 1970-х років франко-канадці становили близько 30% всього населення країни і понад 80% — провінції Квебек. У кінці 1990-х — 27% населення країни (7 мільйонів) і до 85% — провінції Квебек. Англо-канадці у 1990-х нараховували 10 мільйонів чоловік або 40% жителів Канади. До складу англо-канадців входять канадці англійського, ірландського, шотландського, а також валлійського, німецького, голландського та іншого походження; деякі відмінності між ними зберігаються до сьогодні.
На кінець 1990-х років більше чверті населення Канади становили кілька десятків національних меншин, в більшості своїй — порівняно недавні (XX століття) іммігранти і їхні нащадки. За переписом 2001 року найбільші групи меншин становили німці (3,6 % населення Канади), італійці (2,8 %), українці (1,7 %), китайці (1,4 %), голландці (1,4 %), поляки (0,9 %) та росіяни (0,1 %).
У Канаді також живуть аборигени-індіанці та ескімоси, які мають місцеву самоназву — інуїти. До початку колонізації Канади, за попередніми оцінками, у країні проживало до 200 тисяч індіанців (у тому числі алгонкіни, крі, ірокези, атапаски, саліші, сіу, вакаші, цімшиани, хайда, кутенаї, тлінкіти). Наступні війни й поширення хвороб призвели до скорочення їх чисельності. Але в XX столітті, з поліпшенням медичного обслуговування і зростанням народжуваності, почалося відродження індіанських племен. На кінець 1990-х років індіанців у Канаді налічувалося близько 500 000 осіб. Статус індіанця юридично визначений Індіанським актом від 1876 року. Відповідно до нього понад 600 племен займають 2370 резервацій на території Канади (станом на 2002 рік). Через обмеження природних і виробничих ресурсів рівень життя в них нижчий, ніж у решти країни.
Ескімоси-інуїти — група народів, що розмовляють однією з палеоазійських мов, становили (на кінець 1990-х років) біля 50 000 осіб. У 1992 році інуїти домоглися своєї автономії — східну частину Північно-західних територій було виділено у окрему адміністративну одиницю — Нунавут, національну автономію інуїтів. Регіональний референдум підтримав цю ініціативу.
Аборигени-індіанці та інуїти разом становлять не більше 2 % населення країни (станом на 1999 рік). За переписом 1996 року в Канаді налічувалося трохи більше 1,1 мільйона осіб аборигенного населення — у порівнянні з попереднім переписом (в 1991) їх чисельність зросла приблизно на 100 тисяч. Основну частину так званого зареєстрованого аборигенного населення (близько 800 тисяч чоловік) становили індіанці (69 %), метисів (нащадків змішаних сімей індійців і європейців) було 26 %, а ескімосів-інуїтів — 5 %. Ці три основні групи аборигенного населення визначені конституцією як корінні жителі Канади, яких в країні заведено називати «першими націями» (англ. First Nations).

## Етнонім
Назва «Канада» походить від слова kanata, що означає «селище» або «поселення». У 1535 році корінні жителі сучасного міста Квебек вживали це слово для назви селища Стадакона (Stadacona). Пізніше мореплавець Жак Картьє використовував слово Canada для позначення не лише даного селища, але й прилеглих до нього територій. У 1545 році в європейських книжках та мапах весь регіон почали називати Canada, а місцеве населення — канадцями.
З початку XVII століття частина Нової Франції, у тому числі землі вздовж річки Святого Лаврентія і північних берегів Великих озер, також почали називати «Канадою», а згодом цей регіон був розділений на дві британські колонії, Верхню Канаду і Нижню Канаду, доки у 1841 році вони знову не були об'єднані у одну провінцію Канада. За часів Конфедерації, у 1867 році, назва Канада була прийнята як правова назва для нової країни.

## Історія

### Походження

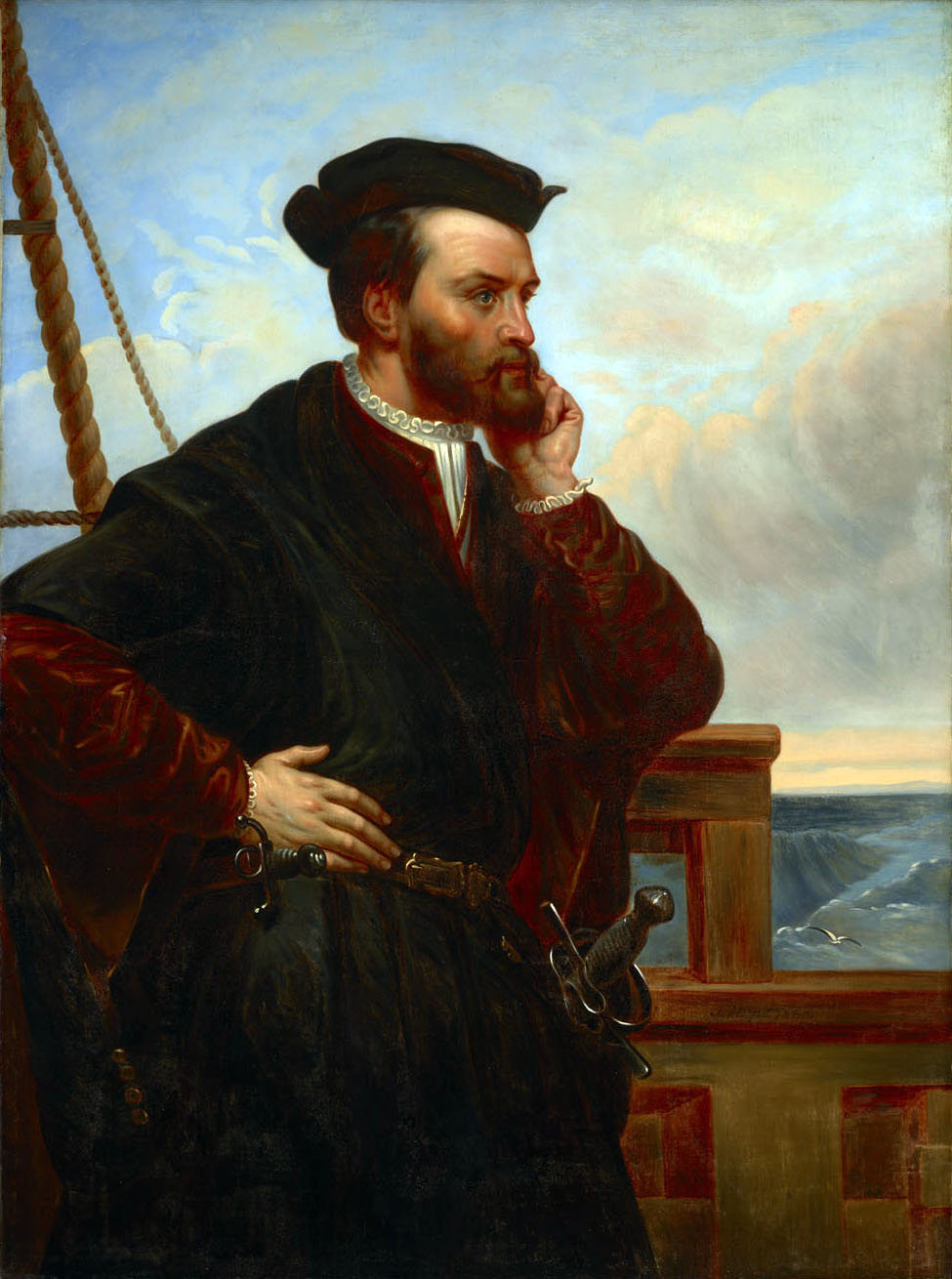
Жак Картьє — перший європеєць, що піднявся Святим Лаврентієм
Теофіль Амель, 1844

Після відкриття Америки в Канаду почалося масове переселення європейців. Першими колонізацію Канади почали французи, які згодом стали ядром франко-канадської нації, що склалася в кінці XVIII — на початку XIX століття. Вони рухалися зі сходу і закріпилися вздовж річки Святого Лаврентія. Так виникла «нижня», французька Канада або Нова Франція (нині — провінція Квебек). Англійці виявилися активнішими. Вони рухалися з півдня, з боку Великих озер, і утворили «верхню» або англійську Канаду (нині провінція Онтаріо). Згодом вся Канада була захоплена англійцями. У 1763 році Велика Британія перетворила Нову Францію на свою колонію. У боротьбі проти британського колоніалізму франко-канадці відстояли свою мову (французьку), яка в 1968 стала однією з двох офіційних мов країни; вони зберегли свою національну культуру і ставили питання про національне самовизначення. Питання відділення провінції Квебек від Канади кілька разів виносилося на референдум. Двічі для його позитивного вирішення не вистачало лише 1 % голосів.
Після перетворення Канади на британську колонію вона почала швидко заселятися емігрантами з Великої Британії і її американських колоній. Приплив нових поселенців створив чисельну перевагу англомовного населення над франкомовним. Пануюче положення в країні зайняли англо-канадці. Економічний розвиток країни, боротьба за незалежність від Великої Британії, озброєна боротьба проти неодноразових спроб США анексувати Канаду, а також проти економічного і політичного панування монополістичного капіталу США сприяли зростанню національної самосвідомості англо-канадців. До кінця XIX — початку XX століття англо-канадці сформувалися в націю зі своєю культурою. Вони становлять приблизно 44 % сучасного населення Канади.
Етнічні компоненти англо-канадців:
- англійці,
- шотландці,
- ірландці
- інші асимільовані переселенці з країн континентальної Європи.

Окрім двох основних націй — франко- та англо-канадців — до складу населення Канади входять численні групи недавніх (XX століття) переселенців, що становлять приблизно 25 % населення, яке ще не асимілювалося.
Національну меншість населення Канади складають аборигени-індіанці та ескімоси. Припускають, що азійські предки індіанців перейшли на територію Північної Америки 60-35 тисяч років тому по існуючому у ті часи перешийкові між Сибіром і Аляскою, що опустився в океан під час останнього льодовикового періоду.

### Заняття

#### Франко-канадці та англо-канадці
Традиційні заняття канадців-іммігрантів — землеробство, тваринництво, рибальство, торгівля хутром, а також виробництво цукру — з солодкого сиропу клена цукрового (Acer saccharum). До поширення в Південній Америці цукрової тростини (невдовзі після плавань Колумба) цей клен був головним джерелом цукру для аборигенів, а потім і для перших білих поселенців континенту. Виробництво кленового цукру, сиропу, патоки, а також кленового пива розвинулось в XIX столітті в окрему галузь промисловості, особливо поширену в Канаді. Нині добування цукру з клена скоротилося і стало типово туристичною галуззю. А листок цукрового клена став національним символом, він зображений на державному прапорі Канади і нанесений на куртки канадських хокеїстів.
Вирощували канадці і жито, пшеницю, ячмінь. На городах садили капусту, моркву, редьку, а згодом перейняли від індіанців обробіток кукурудзи (маїсу), картоплі, томату, соняшнику, маніоку, какао, бавовнику (також був відомий в Індії, але індійські види зараз набагато менш поширені), тютюну, перцю, квасолі, арахісу, агави, бобів, кабачків та інших культур. У садах канадці вирощували яблуні, груші, вишні, персики, виноград.
Поселенці Нової Франції були, в основному, хліборобами. Згодом, в результаті політичних подій XVIII століття, позиції французів ослабли, англійці захопили спершу Акадію, а в середині XVIII століття — окупували і Нову Францію, перейменувавши її в провінцію Квебек. У нову колонію ринувся великий потік англійців, шотландців та ірландців. Британські іммігранти зайняли пануюче положення в класовій ієрархії суспільства. Франко-канадці у більшості залишалися селянським народом, а ті, хто переселився в місто — робітничим класом.
На початку XIX століття вся економіка Канади базувалася на рибальстві і торгівлі хутром (людей, що займалися транспортуванням хутра в каное під час розвитку хутряної торгівлі, називали вояжерами). А в середині 1990-х років обсяг продажу хутра вже не відігравав значної ролі в економіці. Переважну більшість хутровини, особливо шкурки норки і лисиці, тепер отримують на звірофермах. Рибальство продовжує відігравати велику роль у господарстві Ньюфаундленду і Нової Шотландії (виловлюється, в основному, тріска), а також Британської Колумбії (переважно лосось).

#### Аборигени
На початок європейської колонізації в Канаді склалося декілька культурно-історичних областей:
- Арктична область морського полювання (інуїти)
- Індіанці Субарктики — північ Канади, алгонкінські та атапаські племена, основне джерело існування яких — полювання на оленя-карибу і рибальство.
- Індіанці північно-західного узбережжя — спеціалізувалися на рибальстві та морському полюванні (хайда, тлінкіти, вакаши, саліши та інші).

##### Інуїти
Побутова культура інуїтів повністю пристосована до Арктики. Вони винайшли гарпун, що повертався, щоб полювати на морського звіра; каяк; сніговий будинок іглу; особливий глухий одяг з хутра та шкур. До середини XX століттях серед інуїтів були характерні поєднання полювання на морського звіра (тюлені, моржі, кити) — взимку і на оленя-карибу та іншу дичину — влітку. Морське і сухопутне полювання, рибальство були заняттями чоловіків. Жінки займалися збиранням, а також веслували на каяках під час полювання на китів. 
Жовтень-листопад — перехідний період, коли інуїти готувалися до зими: тоді вони продовжували наземне полювання на песців та іншу дрібну дичину, займалися рибальством. Щоб встигнути до настання полярної ночі, жінки активно шили одяг, а чоловіки — виготовляли і лагодили мисливське спорядження та сани. У темний період року (кінець листопада-середина січня), жінкам заборонялося шити новий одяг — вони могли лише лагодити старий. 
У кінці листопада-грудні інуїти перебиралися на морське узбережжя, де будували іглу. Після вдалого полювання на тюленя або в період негоди, коли полювання було неможливе, вони влаштовували общинні свята в одному з іглу, що супровододжувалися змаганнями, іграми, боротьбою, атлетичними вправами, співом, танцями, розповідями мисливських історій та легенд. 
З переходом до осілого способу життя заняття інуїтів кардинально змінилися — значна їх частина перейшла від морського промислу до полювання на песців, ще частина — стала найманими робітниками. 
Інуїти, що проживають в селищах, вже не можуть охопити значні території, які були місцем полювання в період кочівництва. Якщо взимку мисливці використовують снігоходи, то влітку і восени, коли снігу немає, їм доводиться добиратися до місця полювання на човнах. Довкола селищ будують спеціальні кабінки, де інуїти зберігають мисливське спорядження і можуть переночувати. Таким чином, полювання стало дуже дорогим заняттям — через високі ціни на пальне, що привозять з півдня країни; витрати на купівлю і ремонт снігоходів, човнів та причепів. Наразі скрізь по країні залишки традиційної культури ескімосів зникають.

##### Індіанці Субарктики
Індіанці Субарктики — алгонкінські та атапаські племена — мисливці і слідопити. Основою їх існування було полювання на лося і північного оленя-карибу. Після появи європейських скупників хутра широке поширення отримало трапперство — полювання на хутрових звірів: бобра, куницю, норку та інших. Протягом 5-6 зимових місяців (холоди часто наставали вже в жовтні, а закінчувалися лише в квітні) мисливці часто змінювали місця своїх стоянок, переміщаючись по тайзі у пошуках здобичі. Засобом пересування по засніженому лісу служили лижі-ракетки, схожі на тенісну ракетку — їх виготовляли з дерев'яного обруча, обтягнутого переплетеними між собою шкіряними ремінцями. Влітку й рано восени окрім полювання велике значення набувало рибальство в чисельних озерах і річках та збір лісових ягід і їстівних рослин: тоді основним засобом зв'язку і пересування ставали річки й озера. Ними плавали на каное — легких човнах, виготовлених з березової кори, яку пришивали до дерев'яного каркаса сосновим корінням, а шви заліплювали смолою. У виготовленні таких човнів індіанці (особливо алгонкіни) досягли великої майстерності. Перші європейські поселенці також користувалися ними під час освоєння країни. Тепер каное — невід'ємна частина канадської культури.

##### Індіанці північно-західного узбережжя
Племена, що населяли тихоокеанське узбережжя (хайда, селіши, вакаши), вели осілий спосіб життя. Їх головними заняттями були рибальство і полювання на морських тварин. У цих індіанців особливо розвинене різьблення по дереву (яскраво розфарбовані високі тотемні стовпи з вирізаними на них зображеннями міфічних прародителів і предків індіанських родів).
На південному сході країни, між озерами Гурон і Онтаріо, в селищах, оточених частоколом і полями кукурудзи, мешкало чисельне плем'я землеробів-гуронів, що належить до ірокезької мовної групи.
Кочові племена мисливців на бізонів — ассінібойни, чорноногі, сарсі, окремі групи крі і оджибва, а потім і метиси (нащадки від шлюбів білих мисливців з індіанськими жінками) за допомогою завезених європейцями коней швидко освоїли степові райони.
Навесні на півдні Канади індіанці займалися збиранням солодкого кленового соку, з якого виварювали сироп і отримували своєрідний цукор.
З приходом європейців велику кількість індіанців було винищено колонізаторами, багато племен — переселено з традиційних місць проживання в резервації США та Канади. Чисельність індіанців, що населяли нинішню територію цих країн, скоротилася з 2-4 мільйонів в період до початку масштабної європейської колонізації до 200 тисяч на початок XX століття. Лише на крайній півночі материка місцеві індіанці продовжують вести традиційне напівкочове життя: вони займаються звіроловством та залежать від скупників хутровини.
Нині в Канаді природні й сільськогосподарські зони різноманітні — від майже субтропіків, персикових садів і виноградників у низов'ях річки Фрейзер, через степові пшеничні поля на берегах Саскачевана до тундрових оленячих пасовищ у дельті річки Макензі. 
Заняття і уклади Канади теж різі — від надурбанізованого індустріального південного Онтаріо до примітивного мисливського промислу північних індіанців і ескімосів.

### Поселення та житло
Основні типи поселень канадців-імігрантів — ферми, селища та містечка. Сама назва «Канада» походить від слова kanata, що означає «селище» або «поселення». Найбільшого поширення набули ферми.

#### Інуїти
До середини XX століття канадські ескімоси-інуїти кочували у пошуках їжі. Після тривалої дороги по засніженій пустелі двоє людей могли за дві години побудувати іглу — зимову куполоподібну хижу з плит снігу або льоду діаметром 3-4 метри і висотою близько двох метрів. Зверху залишали відкритим отвір для повітря, усередині — снігові блоки вкривали шкурами тварин. Інколи декілька іглу з'єднували між собою тунелем, щоб сім'ї могли ходити один до одного в гості, не виходячи на вулицю. Поселення розташовувалися так, щоб було зручно спостерігати за пересуванням морського звіра — на галькових косах, на узвишшях. Мігрували інуїти слідом за тваринами, об'єднуючись взимку у великі громади і розбрідаючись сім'ями по Арктиці з настанням літа. У більшості общин не було вождів, але завжди великим авторитетом користувався один із старших, досвідчених мисливців, особливо якщо він до того ж був шаманом. Однак слідувати його порадам було не обов'язково, і він не мав владу змусити виконати свої накази.
Традиційне кочове життя закінчилося в 50-60-тих роках XX століття. Тепер інуїти живуть на Арктичному узбережжі країни в селищах американського типу чисельністю від 50 до 500 жителів, їздять на машинах, літають у південні регіони. Промисловий наступ на північ Канади наприкінці XX століття призвів до погіршення середовища їх проживання, а зниження цін на хутро ще більше ускладнило становище інуїтів. Сьогодні канадський уряд дотує соціальні та освітні програми для цієї громади.

#### Індіанці
Кожна група індіанців Канади мала свій тип житла.
Кочівники Субарктики жили в куренях-вігвамах, які влітку вкривали берестой, а взимку — шкурами.
Розбірні намети індіанців Великих рівнин називалися тіпі. Вони, як і вігвам, мали конічну основу з жердин, а вкривалися зшитими шкурами бізонів. Дим від багаття виходив через центральний отвір в покрівлі, який під час дощу — прикривали. Тіпі вождів вкривалися малюнками і відмінними знаками їх власників.
Житло ірокезів будувалось теж на основі каркаса з кори, але могло слугувати і 10-50 років, доки община, яка в ньому жила, не переносила на нове місце кукурудзяні поля. Його називали — «довгий будинок» або овачіра (самоназва ірокезів — ходеносауні, що в перекладі означає «люди довгого будинку»). В ньому жив окремий рід, який очолював старійшина (сахем або сашем). Будинок був до 25 метрів завдовжки, вхід знаходився у торці, а над ним — різьблене зображення тотема — тварини-покровителя роду. Всередині будинок був поділений на відсіки; кожна сімейна пара займала свій відсік і мала своє вогнище, дим від якого виходив в отвір у даху. Спали індіанці на нарах уздовж стіни. У селах ірокезів було по 20-100 таких будівель, тобто до 3 500 індіанців. Навколо поселення були розбиті сади та поля. Під час формування Ірокезької конфедерації села почали обносити частоколом для захисту від ворогів.
Сьогодні індіанців в Канаді фактично розділяються на дві групи: так звані статусні індіанці (англ. Status Indians), зареєстровані як такі і з усіма правами та пільгами за відповідним законодавством, і нестатусні індіанці (англ. Non-Status Indians), що заявляють про своє індіанське походження, але не мають достатніх підстав для його формальної реєстрації. Статусні індіанці формують племена або общини (англ. bands), їм виділяють фінансові ресурси і землі, якими керує федеральний уряд. Всього в Канаді (станом на 2002 рік) налічується трохи більше 600 племен, 137 з яких проживають в Британській Колумбії, 26 — на Північно-західних територіях. Проживають вони переважно в резерваціях, формальне число яких, станом на 2002 рік, становило 2 370, причому разом узяті вони займали площу в 27,5 тисяч км² (для порівняння, це відповідає лише третині такої невеликої провінції Канади, як Нью-Брансвік). Але реально заселено менш ніж 900 резервацій. Середній розмір однієї — 2 тисячі га, проте він варіюється в залежності від провінції: в Британській Колумбії, де знаходиться понад 70 % резервацій Канади, середній розмір однієї становить лише 20 гектарів, а загальна їх площа — близько 0,4 % території провінції. Причина цього — в господарській привабливості багатих лісовими ресурсами земель Британської Колумбії.
Нинішні общини аборигенів, зазначають дослідники, вже не відображають минулий соціально-етнічний устрій корінних народів Канади.

## Мова

На кінець 90-х років XX століття 63 % населення Канади було англомовним і 25 % — франкомовним. І англійська, і французька мова в Канаді — державні. Проте напруження між англомовним та франкомовним населенням зберігається. В основі його не стільки ентнічні, скільки економічні причини: господарство Квебеку розвивається не так швидко, як провінції, де кількісно переважають англо-канадці.
Французька, якою розмовляють у Канаді, відрізняється від мови, якою спілкуються у самій Франції. У Квебеці, населення якого має здебільшого французьке походження, місцевий діалект називається квебекським. Хоча майже всі місцеві жителі розуміють літературну французьку.
В одних районах Канади жителі розмовляють тільки французькою, в інших — тільки англійською, а в північних місцевостях більшість спілкується індіанськими та ескімоськими мовами.
Аборигенне населення Канади в лінгвістичному плані розділяється на 11 мовних сімей, що повністю відрізняються одна від одної. Найпоширенішою мовною групою є алгонкін (англ. Algonquain) — на діалектах цієї мови говорять індіанці крі (англ. Сгее), що живуть в преріях Онтаріо і в Квебеці, гурони (англ. Huron) з того ж Квебека, а також чорноногі (англ. Blackfoot) з південної Альберти, оджібве (англ. Ojibway) з Манітоби і Онтаріо та малісіти (англ. Mahseet) з Нью-Брансвік.
У 1996 році чверть всього аборигенного населення Канади говорила переважно на рідній мові, ще 15 % — використовували рідну мову в побуті. Найбільш високий рівень використання рідної мови був в інуїтів (75 %), серед індійців і метисів рівень володіння рідною мовою становив відповідно 35 і 9 %. На території Нунавут місцева мова інуїтів — інуктитут — стала третьою офіційною державною мовою.

## Релігія
У Канаді представлена велика кількість різних релігій, але жодна з них не є офіційною в країні, оскільки в канадській політичній культурі велике значення має ідея релігійного плюралізму. Проте більшість жителів зараховують себе до християн, і це відображається в багатьох аспектах повсякденного життя.
Франко-канадці, а також більша частина англо-канадців ірландського походження — католики. Основна частина англо-канадців — протестанти різних церков (Об'єднана церква Канади, Англіканська церква Канади та інші).
За переписом 2001 року в Канаді 72 % населення країни зарахували себе до католиків або протестантів. Ті, хто не зараховує себе ні до якої релігії, склали 16 % опитаних. Причому, в Британській Колумбії невіруючими назвали себе 35 % опитаних — їх виявилося більше за представників окремої релігії.

### Інуїти
Вірування канадських ескімосів-інуїтів являли собою форму шаманізму, засновану на анімістичних принципах: вони вірили в духів, що живуть в різних явищах природи. Злих духів уявляли у вигляді неймовірних і страшних істот, які шкодять людям, насилаючи хвороби і завдаючи невдачі на полюванні. Захистом від них слугували різноманітні заборони, заклинання і амулети.
Велику роль в житті інуїтів відігравав шаман, що жив в кожному ескімоському селі, — посередник, що налагоджував контакт між світом духів і людей. Бубон для ескімосів — священний предмет.
Нині традиційні вірування і шаманство місцями зберігаються.

### Індіанці
Релігійні вірування канадських індіанців являли собою різні родоплемінні культи: шаманізм, культ особистих духів-заступників, культ сонця, культ коня, пережитки тотемізму та інше. У сучасних індіанців ці культи збереглися лише у племен Південної Америки, що живуть у віддалених і малодоступних районах (басейн річки Амазонка та інші). Більшість індіанців прийняли християнство: у Північній Америці — це переважно різні напрями протестантизму.

## Культура і національні особливості
Фактично культура Канади — це культура корінних жителів, оскільки всі інші канадці були іммігрантами. Вони привозили з собою манеру вдягатися, кулінарні традиції та звичаї, притаманні їхній колишній батьківщині. У 1988 році, після ухвалення урядом Законодавчого Акту про багатокультурність, багатоплановий культурний характер країни здобув офіційне визнання.
Представники кожного народу святкують власні свята і дотримуються традицій своєї батьківщини, а також святкують і державні свята Канади. Щороку в країні проводяться сотні національних фестивалів, що допомагають різним народам краще зрозуміти традиції один одного, спробувати страви національної кухні, послухати музику, побачити виступи артистів, костюми і зразки народного прикладного мистецтва.
Серед культурних заходів Канади виділяють:
- Шекспірівський фестиваль в Онтаріо,
- Фестиваль канадських культур в Оттаві,
- Міжнародний фестиваль фестивалів,
- Шербрукський «Фестиваль де Кантон» у Квебеці, на якому представлена культура і кухня канадських французів,
- український фестиваль у місті Дофін.

Загальнодержавні свята:
- 1 січня — Новий рік
- Березень-квітень (рухома дата, за два дні перед Великоднем) — Велика п'ятница
- Березень-квітень (рухома дата, в перший день Великого посту) — Чистий понеділок
- Понеділок перед 25 травня — День Вікторії
- 1 липня — День Канади
- Перший понеділок вересня — День праці
- Другий понеділок жовтня — День подяки
- 11 листопада — Поминальный День (День перемир'я, яке закінчило Першу світову війну)
- 25 грудня — Різдво
- 26 грудня — День Дароприношення

Серед аборигенного населення культура, соціальна організація (наприклад, матріархат у ряді індіанських племен), система управління (деякі племена зберігають традиційну систему самоврядування, деякі — знаходяться під федеральним управлінням) — також різні, змінюються від племені до племені.
Характерною формою ескімоського мистецтва є різьба по кістці і рогу. Художня творчість ескімосів знаходить також своє втілення в орнаментації хутряного одягу, в різних масках, виготовлених для свят, і візерунках татуювання.
Серед індіанців була поширена різьба по дереву, особливо різноманітна на північно-західному узбережжі (поліхромні тотемні і намогильні стовпи з переплетенням реальних і фантастичних зображень). Широко було поширене плетіння, ткацтво, вишивка, виготовлення прикрас з пір'я, керамічного та дерев'яного начиння і фігурок. У розписах відомі і фантастичні зображення, і багатий геометричний орнамент, і військові та мисливські сцени (малюнки індіанців Великих рівнин на тіпі, бубні, щитах, шкурах бізонів).
Нині самобутнє мистецтво індіанців у ряді країн — США, Уругвай, Аргентина та інших, в тому числі і в Канаді, — практично згасло.

### Кухня
Національної страви в Канаді немає, оскільки це багатонаціональна країна. Майже у всіх великих містах є грецькі, італійські, східно-індійські та китайські ресторани. Головною складовою канадської кухні є квебекська кухня, оскільки рецепти французьких кулінарів історично і географічно Канаді ближче. У Квебеці готують французький цибулевий суп, tourtieres (пиріжки з м'ясом) і poutine (картопля фрі під соусом, запечена з сиром). Місто також відоме всьому світу як найбільший виробник кленового сиропу, що виготовляється з прокип'яченого соку цукрового клена.
У Атлантичних провінціях готують особливий пиріг — pate а la rapure, подібний до м'ясного пирога (з м'ясом, куркою або устрицями), вкритий зверху меленою до пастоподібного стану картоплею, з якої видалений весь крохмаль.
Серед повсякденних страв канадців багато — з натурального м'яса: біфштекси, ростбіфи rôti de porc, лангети. Перші страви — супи-пюре з овочів (найпоширеніший — з гарбуза), цвітної капусти, томатів і бульйони з грінками, локшиною, зеленню.

## Українці в Канаді

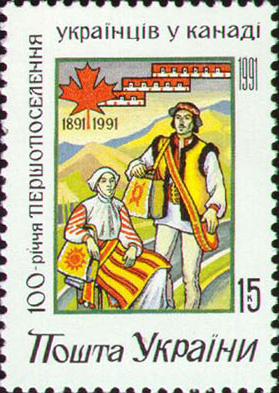
Марка до сторіччя поселення українців у Канаді, 1991

Канада — третя країна світу з найбільшим числом етнічних українців — після України та Росії. Протягом першої хвилі імміграції (1891-1914 роки) до Канади переселилося близько 170 тисяч українців, переважно селян із західних українських регіонів Галичини і Буковини у складі Австро-Угорської імперії. Вони оселилися в степах-преріях компактними групами, що сприяло збереженню їхньої мови та культури.
У міжвоєнні роки (Перша і Друга світові війни), впродовж другої хвилі, українська діаспора в Канаді поповнилася ще 68 тисячами переселенців, в основному — селянами із західних українських територій, на той період — частин Польщі і Румунії.
У третю хвилю до Канади переїхало близько 34 тисяч силоміць виселених українців і біженців війни між 1947 і 1954 роками.
За четвертої хвилі, у 1970-х і 1980-х роках, із Радянського Союзу та Польщі до Канади іммігрувало 10 тисяч етнічних українців і радянських українських євреїв.
У 1989 році українська етнічна група налічувала 1 мільйон осіб.
Центром української імміграції стала столиця провінції Манітоба — місто Вінніпег, своєрідні «ворота в прерії». Загалом у провінції проживає одна з найчисленніших груп етнічних українців — близько 200 тисяч осіб. На площі Вінніпега, біля провінційного парламенту, встановлено пам'ятники Тарасу Шевченку та Івану Франку. Тут знаходиться і штаб-квартира Конґресу Українців Канади.
Майже 300-тисячна українська діаспора проживає у провінції Альберта. Столиця Альберти посідає перше місце серед інших міст Канади за чисельністю вихідців з України (більше 120 тисяч осіб).
Станом на 2006 рік українці були дев'ятою за чисельністю етнічною групою в багатокультурній Канаді, причому понад 85 % із 1 209 095 канадців з українським корінням народилося вже на Північноамериканському континенті. Це нащадки перших та пізніших переселенців. Живуть вони в містах, в тому числі і за межами степових провінцій.
У Канаді діє понад 1000 етнічних українських організацій, виходить 83 українських видання (станом на 1994 рік). На кінець 90-х років з 301 депутатського місця канадського парламенту чотири належали депутатам-україноканадцям. Це ліберал Волт Ластівка, представник Прогресивної Консервативної партії Рік Бороцик, член Нової Демократичної партії Джуді Василиця, а також представник Канадського Альянсу Джим Паньків. Троє з них — Волт Ластівка, Рік Бороцик та Джуді Василиця — були обрані в канадський парламент вже втретє. У попередньому канадському парламенті українців за походженням було шестеро.
Переселенці з України зробили вагомий внесок в освоєння степових районів і в розвиток інших сфер життя Канади.
З 23 червня по 8 липня 2011 року в Канаді проходили масштабні святкування з приводу 120-річчя приїзду перших українських імігрантів в країну.

## Відомі канадці

### Діячі мистецтв

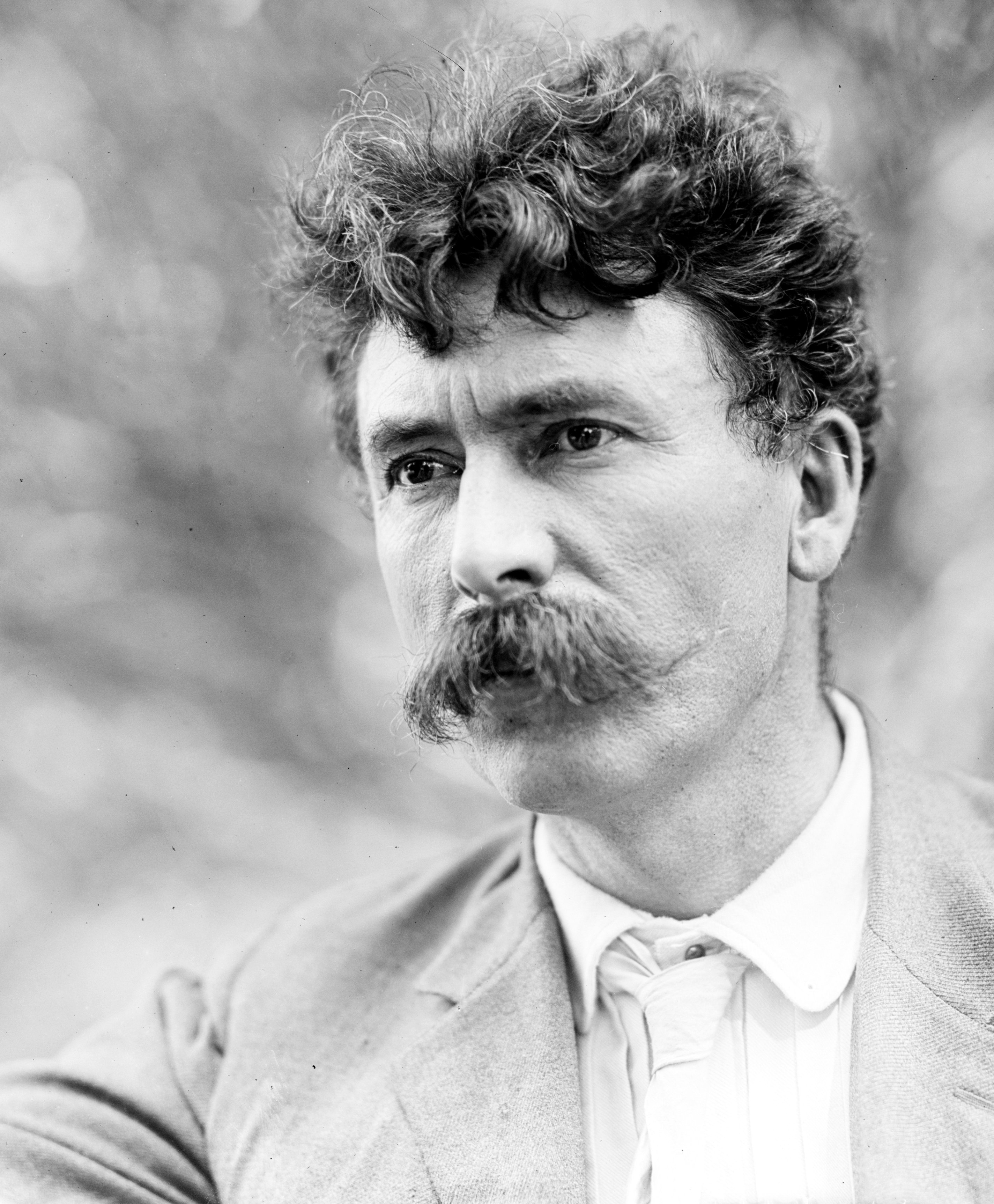
Ернест Сетон-Томпсон

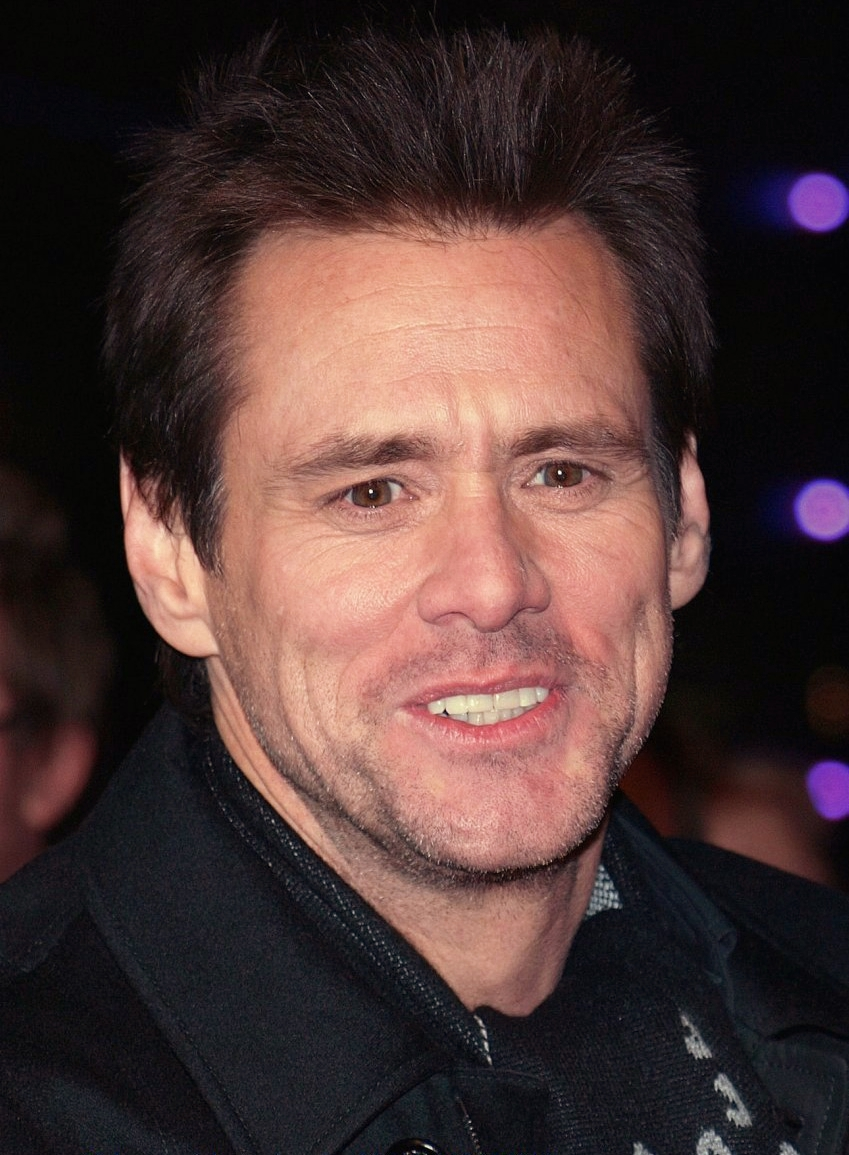
Джим Керрі

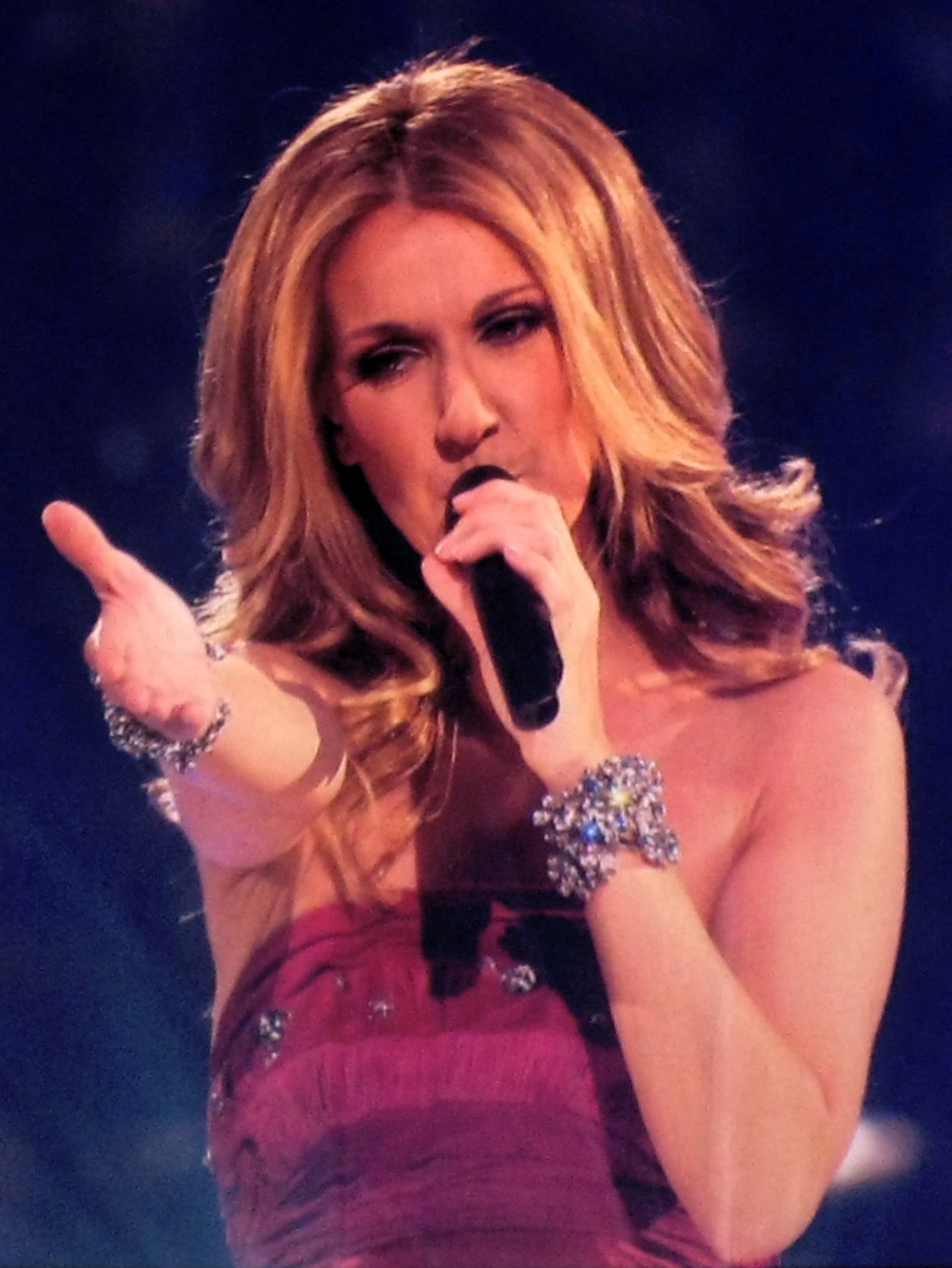
Селін Діон

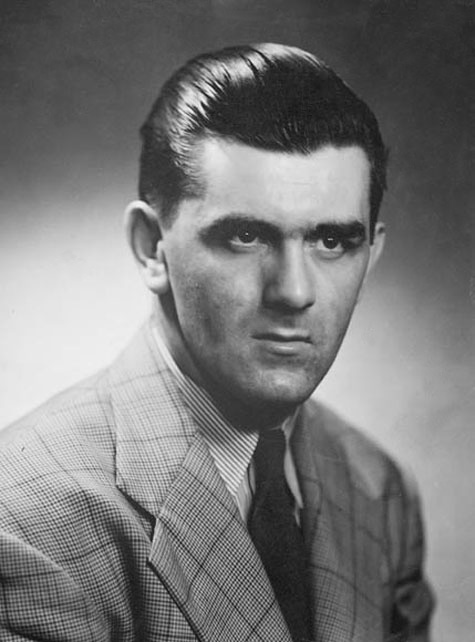
Моріс Рішар

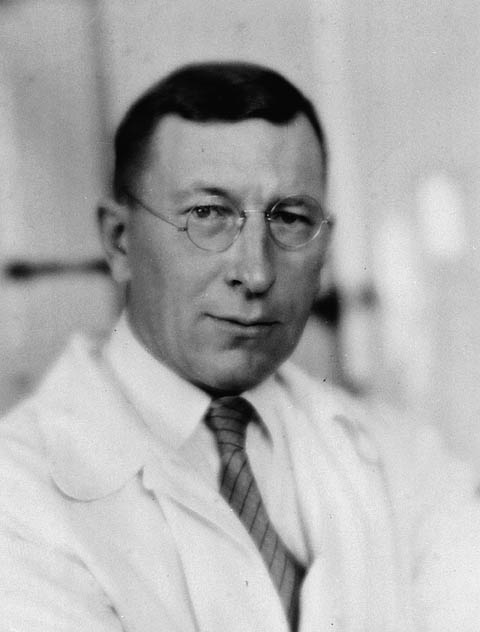
Фредерік Бантинг

- Ернест Сетон-Томпсон (*14 серпня 1860 — †23 жовтня 1946) — письменник, художник, один із засновників руху скаутів в США.
- Ґабрієль Руа (*22 березня 1909 — †13 липня 1983) — письменниця.
- Артур Хейлі (*5 квітня 1920 — †24 листопада 2004) — прозаїк.
- Крістофер Пламмер (*13 грудня 1929) — актор театра, кіно і телебачення.
- Дональд Сазерленд (*17 липня 1935) — актор та продюсер.
- Маргарет Етвуд (*18 листопада 1939) — письменниця, поет, літературний критик і феміністка.
- Девід Кроненберг (*15 березня 1943) — кінорежисер, сценарист.
- Ніл Янг (*12 листопада 1945) — рок-музикант, композитор, автор текстів, продюсер.
- Майкл Айронсайд (*12 лютого 1950) — актор.
- Браян Адамс (*5 листопада 1959) — рок-музикант, автор і виконавець пісень.
- Атом Егоян (*19 липня 1960) — режисер, сценарист, продюсер, актор.
- Джим Керрі (*17 січня 1962) — кіноактор, сценарист, продюсер.
- Майк Майєрс (*25 травня 1963) — актор, комік, сценарист і продюсер.
- Кіфер Сазерленд (*21 грудня 1966) — актор кіно і телебачення.
- Селін Діон (*30 березня 1968) — співачка.
- Ґевін Макіннес (*17 липня 1970) — актор, письменник і комік:
- Майкл Шенкс (*15 грудня 1970) — актор.
- Раян Ґослінг (*12 листопада 1980) — актор.
- Еліша Катберт (*30 листопада 1982) — актриса.

### Релігійні діячі
- Франсуа де Монморансі-Лаваль (*30 квітня 1623 — †6 травня 1708) — перший єпископ Квебеку (і Канади).

### Політики
- Джон Александр Макдональд (*15 січня 1815 — †6 липня 1891) — прем'єр-міністр Канади.
- Джон Аббот (*12 березня 1821 — †30 жовтня 1893) — прем'єр-міністр Канади
- Томас Дарсі Макгі (*13 квітня 1825 — †7 квітня 1868) — ірландський та канадський політик, націоналіст.
- Луї Ріель (*22 жовтня 1844 — †16 лютого 1885) — політик, вважається одним із засновників провінції Манітоба, лідер метиського населення канадських прерій.
- Анрі Бурасса (*1 вересня 1868 — †31 серпня 1952) — політичний лідер і публіцист, ідеолог канадського націоналізму.
- Джон Діфенбейкер (*18 вересня 1895 — †16 серпня 1979) — прем'єр-міністр Канади.
- Лестер Пірсон (*23 квітня 1897 — †27 грудня 1972) — 14-й прем'єр-міністр Канади, лауреат нобелівської Премії Миру.
- Дуглас Томмі (*20 жовтня 1904 — †24 лютого 1986) — політик.
- Жан Кретьєн (*11 січня 1934) — політик, 20-й прем'єр-міністр Канади.
- Пол Мартін (*28 серпня 1938) — 21-й прем'єр-міністр Канади.

### Спортсмени
- Моріс Рішар (*4 серпня 1921 — †27 травня 2000) — хокеїст.
- Горді Хоу (*31 березня 1928) — хокеїст.
- Маріо Лем'є (*5 жовтня 1965) — хокеїст.
- Деніел Нестор (*4 вересня 1972) — тенісист.
- Стів Неш (*7 лютого 1974) — баскетболіст.
- Скотт Моїр або Мойр (*2 вересня 1987) — фігурист.

### Науковці
- Фредерік Бантинг (*14 листопада 1891 — †21 лютого 1941) — фізіолог і лікар, один з відкривачів гормону інсуліну.
- Майкл Сміт (*26 квітня 1932 — †4 жовтня 2000) — біохімік англійського походження, лауреат Нобелівської премії з хімії.
- Девід Такайосі Судзукі (*24 березня 1936) — генетик.